# Christian Gartner
Christian Gartner (* 3. April 1994 in Kittsee) ist ein österreichischer Fußballspieler.

## Karriere
Gartner begann seine Karriere beim FC Illmitz im Burgenland, dem er, mit Ausnahme der Saison 2007/08, wo er in die AKA Burgenland wechselte, bis Jänner 2010 angehörte.
Am 1. Februar 2010 wurde er vom Bundesligaklub SV Mattersburg verpflichtet. Anfangs wurde der junge Mittelfeldspieler in der zweiten Mannschaft eingesetzt, wo er in der Regionalliga Ost (dritte Leistungsstufe) am 19. März 2010 bei der 1:3-Niederlage gegen den SC-ESV Parndorf 1919 sein Debüt feierte. Gartner wurde in der 58. Minute ausgewechselt. Bis zum Sommer 2010 folgten acht weitere Einsätze.
Ab 13. Mai 2010 schien Gartner erstmals im Kader der Bundesligamannschaft auf. In der letzten Runde bei der 1:3-Niederlage gegen den SK Rapid Wien durfte Gartner im Alter von erst 16 Jahren und 41 Tagen sein Debüt in der höchsten österreichischen Spielklasse geben, als er in der 92. Minute für Thomas Wagner eingewechselt wurde. Im Sommer 2010 wurde Gartner aufgrund seines Talents von Trainer Franz Lederer fix in den Kader der ersten Mannschaft aufgenommen. Am 12. März 2011 stand Gartner gegen Kapfenberg zum ersten Mal in der Startelf, eine Woche später erzielte der noch 16-Jährige seinen ersten Bundesligatreffer und schrieb damit als jüngster Mattersburger Bundesligatorschütze ein Stück SVM-Geschichte. Beim BFV Hallenmasters wurde er 2013 zum besten Spieler des Turniers gewählt, außerdem errang er mit sechs Treffern die Trophäe des erfolgreichsten Torschützen.
Zur Saison 2013/14 wechselte Gartner zu Fortuna Düsseldorf. Er unterschrieb beim deutschen Zweitligisten einen Vertrag über drei Spielzeiten bis 30. Juni 2016.
Im Jänner 2018 verpflichtete der MSV Duisburg nach zweimonatigem Probetraining den zuvor seit dem Sommer vereinslosen Gartner bis 2019 mit der Option auf Verlängerung. Nach dem Abstieg des MSV in die 3. Liga wurde der Vertrag des Mittelfeldspielers nicht mehr verlängert.
Nach einer Saison ohne Verein kehrte er zur Saison 2020/21 nach Österreich zurück und wechselte zu den drittklassigen Amateuren des Bundesligisten FC Admira Wacker Mödling, bei dem er einen bis Juni 2021 laufenden Vertrag erhielt. Im September 2020 spielte er gegen den SKN St. Pölten erstmals für die Profis der Admira. Bis Saisonende kam er zu sieben Bundesligaeinsätzen für die Niederösterreicher. Nach einer Saison bei der Admira verließ er den Verein nach der Saison 2020/21 wieder und wechselte zurück nach Deutschland, wo er sich dem Regionalligisten Alemannia Aachen anschloss. Für Aachen kam er insgesamt zu 19 Einsätzen in der Regionalliga. Im Jänner 2022 wurde sein Vertrag bei der Alemannia aufgelöst. Daraufhin kehrte er im Februar 2022 nach Österreich zurück und wechselte zum Regionalligisten SV Stripfing. Mit Stripfing stieg er 2023 in die 2. Liga auf. Nach zwei Zweitligaspielzeiten, von denen er die Saison 2024/25 verletzt komplett verpasste, verließ er den Verein.
Zur Saison 2025/26 wechselte er daraufhin zu Regionalligist SC-ESV Parndorf 1919.